# Jorge Eugénio de Lócio e Seiblitz
Jorge Eugénio de Lócio e Seiblitz (Portimão, 23 de fevereiro de 1819 — Lisboa, 5 de janeiro de 1883) foi um oficial do Exército Português, jornalista e escritor que se destacou na defesa da causa miguelista.

## Biografia
D. Jorge Eugénio de Lócio e Seiblitz era filho de D. Francisco Xavier de Lócio e Seiblitz, 50.º Cavaleiro da Ordem de Nossa Senhora da Conceição de Vila Viçosa em 1824, que descendia duma Nobre família Austríaca, e de sua mulher.
Não obstante a sua juventude, sendo Oficial do Exército, serviu D. Miguel I de Portugal e o Absolutismo e participou, como tal, na Convenção de Évora Monte, a 26 de Maio de 1834.
Possuía uma vasta cultura humanista e conhecia profundamente o Latim, o Francês e o Espanhol, além de ter angariado algumas noções de Teologia Dogmática e Moral na aula estabelecida pelo 9.º Cardeal-Patriarca de Lisboa, D. Guilherme Henriques de Carvalho, em São Vicente de Fora.
Foi um dos Fundadores do jornal "A Nação" e sucedeu ao Dr. Manuel Maria da Silva Bruschy no cargo de Redactor Principal, que exerceu até que uma apoplexia o fulminou na própria Redacção.
Colaborou no jornal "Portugal Velho".
Escreveu:
- Gramática da Língua Portuguesa, oferecida à mocidade lisbonense, Lisboa, 1844[1]
- Nova Gramática Francesa por Noel e Chapsal (tradução), Lisboa, 1844[1]
- A Legitimidade e o sr. Mendes Leal, Lisboa, 1882[1]
- La verité sur la question de la legitimité en Portugal, Lisboa, 1885 (edição póstuma)[1]